# Arâches-la-Frasse
Arâches-la-Frasse este o comună în departamentul Haute-Savoie din sud-estul Franței. În 2009 avea o populație de 1.812 de locuitori.

## Evoluția populației
| An        | 1975 | 1982 | 1990  | 1999  | 2006  | 2009  |
| --------- | ---- | ---- | ----- | ----- | ----- | ----- |
| Populație | 769  | 971  | 1.383 | 1.680 | 1.819 | 1.812 |